# Badminton la Jocurile Olimpice de vară din 2000
Probele sportive de badminton la Jocurile Olimpice de vară din 2000 s-au desfășurat în perioada 17 - 23 septembrie 2000 la Ross Pavilion, Sydney, Australia. Au fost 5 probe sportive, la care au participat 172 de sportivi din 28 de țări.

## Medaliați
| Categorie           | Aur                                      | Argint                                       | Bronz                                       |
| Individual masculin | Ji Xinpeng (CHN)                         | Hendrawan (INA)                              | Xia Xuanze (CHN)                            |
| Individual feminin  | Gong Zhichao (CHN)                       | Camilla Martin (DEN)                         | Ye Zhaoying (CHN)                           |
| Dublu masculin      | Indonezia · Tony Gunawan · Candra Wijaya | Coreea de Sud · Lee Dong-soo · Yoo Yong-sung | Coreea de Sud · Ha Tae-kwon · Kim Dong-moon |
| Dublu feminin       | China · Ge Fei · Gu Jun                  | China · Huang Nanyan · Yang Wei              | China · Gao Ling · Qin Yiyuan               |
| Dublu mixt          | China · Zhang Jun · Gao Ling             | Indonezia · Tri Kusharyanto · Minarti Timur  | Regatul Unit · Simon Archer · Joanne Goode  |

## Clasament medalii
| Loc | Țară          | Aur | Argint | Bronz | Total |
| 1   | China         | 4   | 1      | 3     | 8     |
| 2   | Indonezia     | 1   | 2      | 0     | 3     |
| 3   | Coreea de Sud | 0   | 1      | 1     | 2     |
| 4   | Danemarca     | 0   | 1      | 0     | 1     |
| 5   | Regatul Unit  | 0   | 0      | 1     | 1     |